# Keyword Efficiency Index
Der Keyword Efficiency Index (KEI) ist eine Kennzahl aus dem Suchmaschinenmarketing, im Besonderen aus dem Bereich der Suchmaschinenoptimierung (Search Engine Optimizing, SEO). Der KEI bildet ein Kriterium, in dem sich die Effizienz von Schlüsselwörtern widerspiegelt.

## Bedeutung und Berechnung
Ziel des KEI ist die Identifikation von Schlüsselwörtern mit einem idealen Verhältnis zwischen der Konkurrenz und der Anzahl von Suchanfragen in Suchmaschinen. Ideal bezieht sich hier auf die Sichtbarkeit auf den ersten Positionen innerhalb der Ergebnislisten von Suchmaschinen.
Der KEI errechnet sich aus der Anzahl von Suchanfragen zu einem Schlüsselwort in einem bestimmten Zeitraum (A) und der Anzahl von Suchergebnissen (E):
{\displaystyle KEI={\frac {A^{2}}{E}}}
Die Wahrscheinlichkeit einer idealen Position wird umso günstiger, je höher der KEI ist.